# Zastava 640
Le Zastava 640, est un camion léger fabriqué par le constructeur serbe, (ex) yougoslave, Zastava Kamioni de 1985 à 1988. Il remplace le Zastava 635.

## Histoire
C'est à partir des accords de coopération avec le constructeur italien Fiat S.p.A. du 12 août 1954 que Zastava lancera une fabrication régulière d'automobiles, véhicules utilitaires et camions. À partir de 1955, Zastava assemblera et fabriquera sous licence les Zastava Campagnola AR 55 et Zastava 1100 TF.
En 1956, Zastava obtient la licence pour fabriquer localement le petit camion Zastava 615, copie conforme de l'original italien de Fiat V.I. mais équipé du même moteur essence de 1,9 litre de la Campagnola. 
Cette série, Zastava 615 / 620 a connu un grand succès en Yougoslavie grâce aux qualités du véhicule, fiabilité et faible coût d'utilisation, mais surtout à sa polyvalence d'utilisation ; elle sera remplacée en 1973 par le Zastava 635.

## Le camion Zastava 640
Le Zastava 640 est en fait la version locale du Fiat OM 55 NC, lancé en Italie en 1972. La version yougoslave fait suite à un accord de coopération technique et financier avec le groupe Fiat Iveco qui comporte une prise de participation de 35% d'Iveco dans le capital de Zastava Kamioni. A cette occasion, Fiat-Iveco transféra l'outil de production de cette gamme "X" chez Zastava puisque cette gamme avait cessé d'être fabriquée en Italie.  
Le Zastava 640 conserve le moteur Fiat 8040.02 de 3 456 cm3 développant 81 cv DIN, la boîte de vitesses, les freins et le châssis du Zastava 635. Seule la cabine a été entièrement redessinée pour un confort accru du conducteur et une meilleure visibilité. Ce véhicule sera utilisé en d'innombrables variantes pour tous usages.

## La gamme Zastava 640
La gamme Z.640 comporte 3 modèles qui correspondent au Fiat OM 55 NC italien :
- 30.8 camion équipé du moteur Fiat 8040.02 développant 81 ch DIN avec une charge utile de 3,20 tonnes,
- 35.8 camion équipé du même moteur Fiat 8040.02 avec une charge utile de 3,75 tonnes,
- 40.8 camion équipé du même moteur Fiat 8040.02 avec une charge utile de 4,58 tonnes.

Nota : la codification Zastava reprend celle utilisée par Fiat V.I. depuis 1945 : les deux premiers chiffres indiquent la charge utile en quintaux (30 = 3 tonnes), alors que chez Fiat à l'origine il indiquait le PTC, le second groupe indique la puissance du moteur en dizaine de chevaux DIN (8 = 80 ch).
Distribué dans le réseau Zastava, il a été commercialisé en (ex) Yougoslavie et dans les pays voisins du Comecon. Ce modèle, arrivé tardivement sur le marché yougoslave, n'est resté que 3 ans au catalogue du constructeur.
Ce véhicule fait partie de la grande famille Fiat-OM série « X » qui comprenait 12 modèles différents avec des charges utiles allant de 3 à 7 tonnes mais avec 3 moteurs distincts. La gamme Fiat-OM série « X » a été commercialisée sous les marques FIAT et OM en Italie, Unic Fiat en France, Saurer OM en Suisse, Steyr en Autriche et Bussing puis Magirus-Deutz en Allemagne.

La gamme a été remplacée par la série "Z" en Italie en 1977 et par la gamme Zastava 645 en (ex) Yougoslavie en 1988.